# Apogonia inexspectata
Apogonia inexspectata är en skalbaggsart som beskrevs av Kobayashi 2010. Apogonia inexspectata ingår i släktet Apogonia och familjen Melolonthidae. Inga underarter finns listade i Catalogue of Life.